# Музаффарабад
Музаффараба́д (урду مظفر آباد‎, англ. Muzaffarabad) — административный центр пакистанской территории Азад Джамму и Кашмир.

## История
Во время землетрясения 2005-го года в городе было разрушено 80 % зданий.

## Географическое положение
Высота центра НП составляет 800 метров над уровнем моря.

## Демография
Население:
| 1998   | 2012   |
| ------ | ------ |
| 16 400 | 29 416 |